# 甯海級輕巡洋艦
甯海級輕巡洋艦是中華民國海軍在1937年抗日戰爭前向日本訂購的最先進軍艦，也是南京國民政府時期籌建的最大型軍艦，本級艦包括甯海號與姊妹艦平海號，在1937年江陰戰役遭擊沉後被日軍撈起續用，於1944年先後遭美軍擊沉。

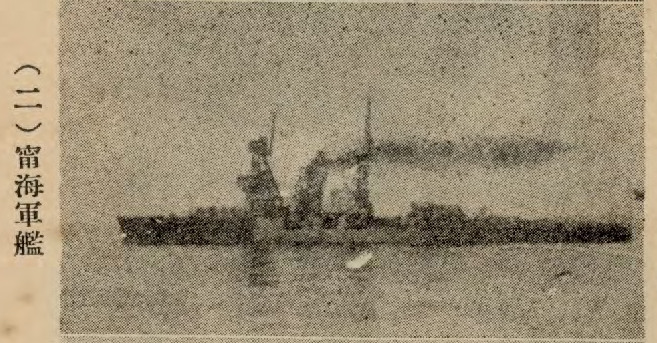
中國新海軍插圖

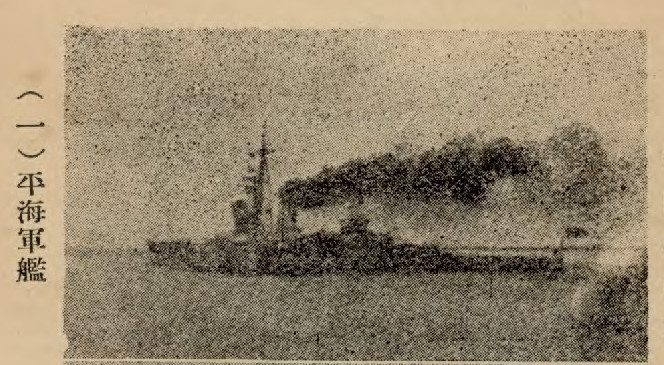
中國新海軍插圖

## 建造簡史

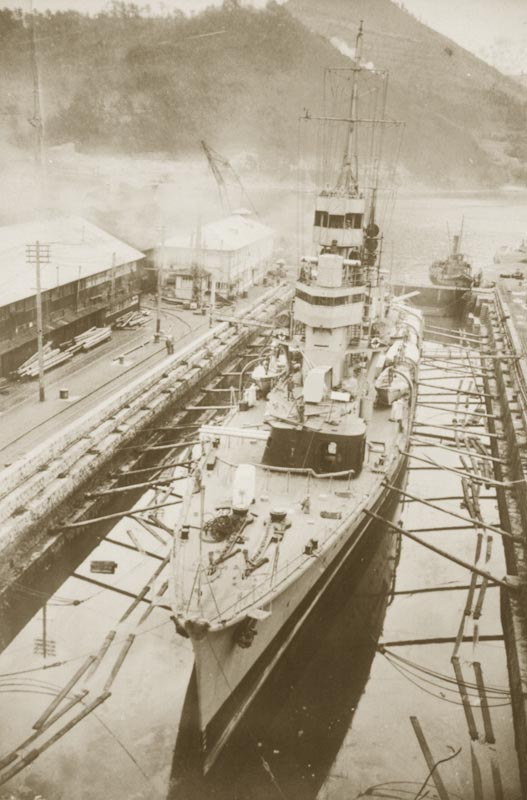
在日本石川島播磨船廠建造中的甯海號

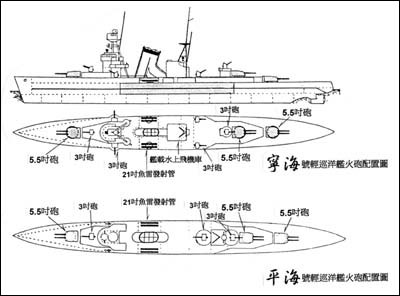
甯海與平海的不同

1928年，國民革命軍北伐告一段落，進入南京國民政府領導時期；對國民政府最顯著的改變，就是在1918年第一次世界大戰結束後，世界各國列強為強調自己不介入中國南北政府對抗之中立角色而發佈對中國全面武器禁運的協議解除。因此以往只能依靠走私或是第三方白手套牽線的軍事採購重新可以由政府公開招標，以往無法採購到的重武器也成為各國躍躍欲試的市場，當然也包括許久未能汰換的海軍軍艦；雖然江南造船廠在1920年代有少量接收新造軍艦訂單，但都是百噸級小船，武裝更是庫存的老舊武器，無論就質與量上都需要全盤翻新。
對中華民國海軍來說，得到政府首肯更換軍艦的關鍵點在1929年永綏號炮艦下水時國民政府主席蔣中正宣告將在未來15年內籌組60萬噸軍艦的構想；在陳紹寬主掌海軍部起，海軍即持續不斷向軍政部要求籌購新軍艦，也獲得一些美國、英國造船大廠的興趣；然而西方國家無論就價格或是付款方式上都對國民政府有著高度不信任，因此希望一次付清。只有日本在當時願意給予國民政府各種政策補貼、分期付款等方式提供造艦優惠；日本這種作法除了培植本土造船業產業規模，也促進原本只能造民用船舶的民間企業更進一步熟練軍艦製造，雙方盤算一拍即合，因此在1929年後日本政府就和南京國民政府洽造新型軍艦一案，雖然過程中因中原大戰延宕的海軍造艦的進度，但相關合約在1930年底完成簽署，決定興建一款3,000噸級巡洋艦。
首艦甯海號在1931年2月20在日本兵庫縣相生市播磨造船所開工，造價432萬元，後加入水上飛機等航空設備因此增加到450萬元。建造期間發生九一八事變，因此當本艦在同年10月10日的下水禮，中方出席人士顯得冷清，而當一二八事變期間，當時的海軍總司令陳紹寬下令海軍不得參戰，怕會因此影響到在日本建造中的甯海號，受到相當的輿論壓力。但當本艦在1932年8月26日駛回中國上海外灘時卻萬人空巷地觀看這艘自清末以來中國海軍最先進的軍艦，甯海號回到中國後多次開放給民眾參觀，大家都驚嘆艦上先進武器和設備，尤其艦上可停放兩架水上飛機（一架日本製AB-3水上偵察機和一架仿製的國產甯海2號水上飛機）和反潛用深水炸彈。
不過批評之聲也有，原因就是在中日面臨開戰時仍向日本訂製軍艦以圖保衛海疆的做法是與虎謀皮，而且甯海號的重心過高容易翻船和它的動力是過時的往復式蒸汽機（平時燒煤，加速時煤和重油並燒），對於重心過高的問題，這並非日本人故意戲弄而是當時日本軍艦的通病，至於過時的動力也並非日本人留有一手而是將貨就價與武裝超載的結果，相反本艦以大約夕張號一半的造價卻有著幾乎同等的火力。1934年甯海號回到日本參加東鄉平八郎的葬禮和進行維修，當它駛進橫濱港時也和當年的定遠號一樣因為曬衣物而被日本媒體取笑，但其實這是當時各國海軍（包括日本海軍在內）皆會的事。
至於同型艦平海號是由日本人提供圖紙的國產軍艦，它於1931年6月28日在上海江南造船廠開工，但工程卻由於各種原因（包括中日武裝衝突）而拖拖拉拉至1935年9月28日下水，到1936年6月18才前往日本艤裝。

## 實戰

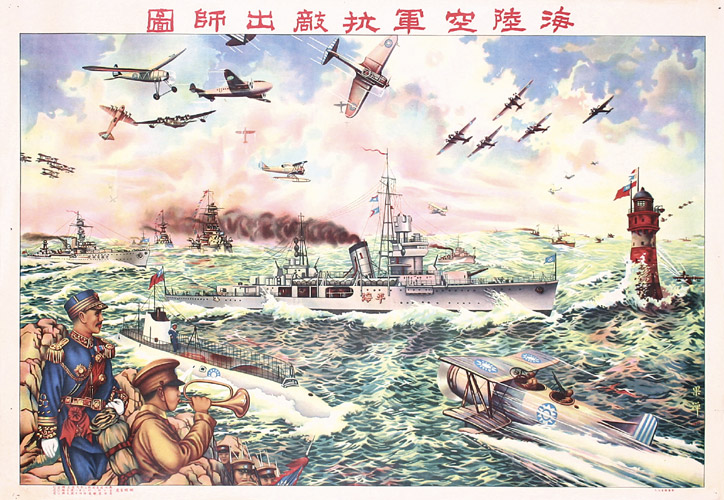
反映抗戰時和日軍作戰的平海號海報

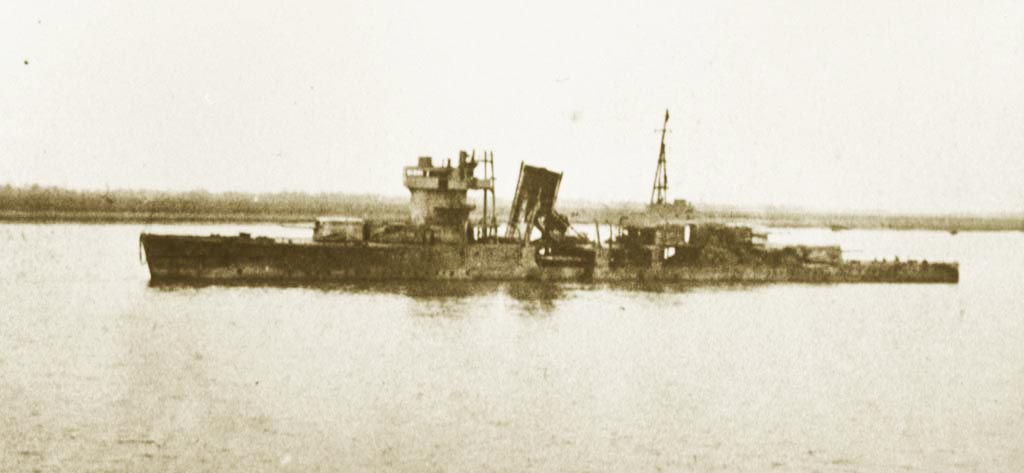
被日本人打撈上水面的平海號

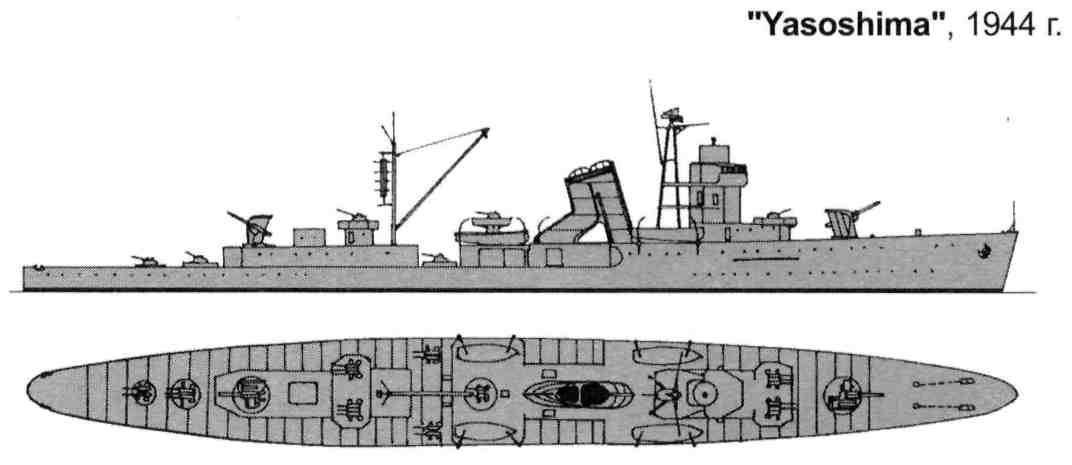
已被日本人接收的甯海級輕巡洋艦

1937年日本侵華，本級艦作為中國海軍最先進軍艦投入長江的江陰保衛戰，此戰當中日軍並無派出軍艦而是派出轟炸機，甯海艦和平海艦共擊落4架和擊傷兩架日軍轟炸機，但是平海在9月23日、甯海在24日先後為日機炸沉。
日軍之後將兩艦打撈上水面。甯海修理後改名「五百島」，平海改名「八十島」，列入日本海軍。五百島（甯海）於1944年9月19日被美國潛艇擊沉在八丈島附近海域，而八十島（平海）於1944年11月25日被美國海軍艦載機擊沉於菲律賓呂宋島附近海域。

## 同級艦
| 中華民國時期   | 中華民國時期     | 中華民國時期  | 中華民國時期   | 中華民國時期 | 中華民國時期                    | 日本時期     | 日本時期  | 日本時期      | 日本時期                                         | 日本時期 |
| 艦名           | 建造廠           | 龍骨放列日期  | 下水           | 服役         | 結局                            | 艦名         | 修復時間  | 再服役日      | 結局                                             |          |
| -------------- | ---------------- | ------------- | -------------- | ------------ | ------------------------------- | ------------ | --------- | ------------- | ------------------------------------------------ | -------- |
| 甯海號輕巡洋艦 | 石川島播磨造船廠 | 1931年2月21日 | 1931年10月10日 | 1932年9月1日 | 1937年9月23日遭日本海軍空襲擊沉 | 御藏->五百島 | 1943-1944 | 1944年6月10日 | 1944年9月19日在日本本州外海遭潛艦擊沉            |          |
| 平海號輕巡洋艦 | 江南造船廠       | 1931年6月28日 | 1935年9月28日  | 1937年4月1日 | 1937年9月24日遭日本海軍空襲擊沉 | 見島->八十島 | 1943-1944 | 1944年6月28日 | 1944年11月25日在菲律賓聖克魯茲灣遭美軍艦載機擊沉 |          |

## 使用國家
- 中華民國

- 日本

## 外部連結
- 寧海和平海
- 寧海與平海號巡洋艦 （页面存档备份，存于）